# The Witch's House
The Witch's House (魔女の家 Majo no ie) là một tựa game giải đố miễn phí (bản gốc) do Fummy (ふみー) phát triển và xuất bản, sử dụng bộ phát triển game RPG Maker VX. Trò chơi được ra mắt lần đầu vào ngày 3 tháng 10 năm 2012, và ra mắt bản MV vào ngày 30 tháng 10 năm 2018 cho Windows và Mac.
Fummy sau đó đã phát hành một bộ light novel có tựa đề "Ngôi nhà của phù thủy: Nhật ký của Ellen", kể về câu chuyện của phù thủy Ellen. Bộ light novel có 5 chương và có thể mua trên Amazon. Một phiên bản truyện tranh của "Nhật ký của Ellen", được minh họa bởi Yuna Kagesaki, bắt đầu xuất bản vào năm 2017.

## Gameplay
Ở bản gốc, trò chơi không có các cấp độ khó để người chơi lựa chọn. Nhưng trong bản MV, có 3 cấp độ khó để người chơi lựa chọn, đó là Easy, Normal và Extra.
- Easy: Ở chế độ này, trò chơi sẽ tự động lưu mỗi khi người chơi đến một khu vực mới. Kẻ địch chạy chậm hơn. Nhưng nếu người chơi muốn thoát trò chơi, người chơi vẫn phải lưu lại trò chơi bằng cách tương tác với con mèo.
- Normal: Chế độ này tương tự như Easy, nhưng không có tính năng tự động lưu trò chơi và kẻ địch chạy nhanh hơn.
- Extra: Chế độ này chỉ xuất hiện sau khi người chơi đã hoàn thành chế độ Easy hoặc Normal trước đó. Ở chế độ này, các câu đố và cạm bẫy đều thay đổi hoàn toàn, không còn giống như ở chế độ Easy và Normal. Kẻ địch chạy nhanh hơn rất nhiều và người chơi dễ chết hơn. Ngoài ra còn xuất hiện một số lối đi ẩn. Các trang nhật ký trong trò chơi đều được thay đổi tiêu đề thành "Câu chuyện của cô gái bị ốm".

Trò chơi này là một trò chơi kinh dị sinh tồn, trong đó mục tiêu chính là vượt qua những cái bẫy do phù thủy tạo nên và thoát khỏi nhà của phù thủy. Nó chứa một bầu không khí rùng rợn, những câu đố phức tạp và những pha hù dọa bất ngờ. Trò chơi này được chơi từ chế độ góc nhìn từ trên xuống bằng đồ họa 16 bit trang trí công phu và được điều khiển qua bàn phím.
Một con mèo biết nói màu đen có thể được người chơi gặp ở nhiều nơi trong nhà. Người chơi có thể tương tác với con mèo để lưu game, và con mèo cũng đóng vai trò như là một người bạn đồng hành.

## Nội dung game
Nhân vật chính của The Witch's House là Viola, một cô gái trẻ tỉnh dậy giữa rừng. Ngay sau đó cô đã phát hiện ra rằng lối thoát duy nhất của cô để thoát khỏi khu rừng bị chặn lại hoàn toàn bởi bụi hoa hồng. Lựa chọn duy nhất của cô là bước vào một ngôi nhà bí ẩn gần đó với hy vọng tìm được thứ giúp cô ấy rời khỏi khu rừng. Đi cùng với một con mèo đen, Viola phải cố gắng sống sót trong ngôi nhà bí ẩn và nguy hiểm.
Trong khoảng thời gian Viola ở trong nhà, Viola gặp phải nhiều hiện tượng lạ, là kết quả của bản chất tự biến đổi cấu trúc của ngôi nhà. Cô cũng tìm thấy những trang nhật ký được viết bởi chủ của ngôi nhà, một phù thủy tên Ellen, kể chi tiết về quá khứ của phù thủy. Để tiến xa hơn vào ngôi nhà và tìm thấy vật giúp Viola rời khỏi khu rừng, Viola phải vượt qua những cạm bẫy khác nhau, mở khóa những cánh cửa trong nhà. Sau khi vượt qua nhiều cạm bẫy, giải quyết từng câu đố, Viola đã gặp được chủ nhân của ngôi nhà, nhưng trong hình dạng rất đáng sợ (bị cắt 2 chân và bị móc cả hai mắt). Sau khi Viola đã thoát được ra khỏi nhà, có ba kết thúc chính khác nhau tùy thuộc vào hành động của người chơi.

## Kết thúc game
Có ba kết thúc chính, một kết thúc phụ trong trò chơi, tùy thuộc vào hành động của người chơi mà người chơi có thể nhận được những cái kết khác nhau.
- Good Ending: Ở kết thúc này, Viola sau khi chạy ra khỏi nhà, tiêu diệt bụi hoa hồng thì gặp được người cha của mình. Sau một lúc nói chuyện, phù thủy bò đến chỗ người chơi. Lúc này người cha sẽ đưa cây súng lên, bắn hai phát đạn vào đầu của phù thủy, sau đó cả hai người đều rời khỏi khu rừng.
- True Ending: Kết thúc này xuất hiện khi Viola lấy được "Con dao của Ellen" trong lúc trốn thoát khỏi sự truy đuổi của phù thủy. Ở kết thúc này, sau khi người chơi đã chạy ra khỏi nhà, tiêu diệt bụi hoa hồng thì phù thủy bò đến. Lúc này Viola sẽ lấy con dao đâm vào mắt trái của phù thủy và tiết lộ toàn bộ sự thật.
- Secret Ending: Kết thúc này xuất hiện khi người chơi đi từ đầu đến cuối trò chơi mà không lưu lại trò chơi một lần nào. Nội dung của kết thúc này giống hệt Good Ending hoặc True Ending, nhưng ở kết thúc này, trước khi người chơi bước vào căn phòng của phù thủy, con mèo sẽ xuất hiện và nói chuyện với Viola, lúc này con mèo sẽ để lộ bản chất thực sự là một con quỷ. Chân dung của Viola trong các file save lúc này sẽ có sự thay đổi, đồng thời "Phòng của phù thủy" sẽ được đổi tên thành "Phòng của tôi". Nội dung của đoạn nhật ký trong phòng của phù thủy lúc này cũng thay đổi.
- Bonus Ending: Kết thúc này xuất hiện khi người chơi không di chuyển, không làm bất cứ thứ gì trong một tiếng đồng hồ. Sau 10 phút, con mèo sẽ hối thúc bạn đi tiếp. Sau 50 phút, còn mèo sẽ rời đi. Sau một tiếng, bụi hoa hồng biến mất và trò chơi hiện cảnh Viola rời khỏi khu rừng. Kết thúc này xuất hiện ở phiên bản 1.07 trở đi và bản MV .

## Cốt truyện
Lưu ý: Bài viết sau đây sẽ tiết lộ toàn bộ cốt truyện của trò chơi.
Ellen là một bé gái 7 tuổi, sống cùng cha và mẹ. Ngay từ nhỏ, Ellen đã mắc một căn bệnh nan y vô cùng nặng, không thể chữa khỏi mà cũng không hề có dấu hiệu thuyên giảm. Căn bệnh này đã cản trở Ellen có được tuổi thơ của 1 cô bé bình thường, không thể ra khỏi nhà, không thể đi đâu và nó đã khiến cô bé cảm thấy bị tù túng, bị giam hãm trong chính nhà của mình, thiếu tự do và thiếu tình yêu. Người mẹ luôn quan tâm đến Ellen nhưng người cha luôn thờ ơ, không quan tâm gì đến con gái của mình.
Sau một thời gian, bỗng nhiên mẹ của Ellen biến mất một cách bí ẩn. Trong ngôi nhà, chỉ còn mỗi Ellen và người cha. Sự mất tích của vợ mình khiến người cha suốt ngày đau khổ, nhưng tuyệt nhiên ông ta vẫn không đoái hoài gì đến người con gái của mình. Thuốc đã gần hết, thức ăn cũng dần cạn kiệt. Ellen tưởng như mình sắp chết đến nơi thì bỗng nhiên, vào nửa đêm, người mẹ của Ellen quay về, nhưng lại mặc bộ đồ sang trọng cùng với thứ trang sức mà Ellen chưa bao giờ thấy. Người mẹ nói rằng:"Ở lại mạnh khỏe nhé, Ellen". Lúc này Ellen nhận ra rằng người mẹ đã có nhân tình ở bên ngoài và người mẹ sẽ sắp sửa bỏ rơi Ellen để đi theo người tình mới. Ellen đã sốc trước viễn cảnh này, nên cô đã lấy con dao ở gần đó và đâm chết người mẹ của mình. Người cha nghe thấy tiếng động liền vội chạy ra, thấy vợ đã chết liền lao vào ôm lấy người vợ và than khóc. Ellen đã thú nhận với người cha về hành động giết người mẹ của cô, nhưng người cha vẫn không quan tâm mà chỉ tiếp tục khóc. Ellen không thể chịu thêm được nữa, liền vung con dao lên và đâm chết luôn người cha của mình. Một làn gió thổi vào nhà, làm cây đèn dầu đang thắp sáng rơi xuống đất, bén lửa vào đồ vật trong nhà, làm căn nhà cháy rụi (Giải thích cho việc người chơi tìm thấy bài báo về vụ cháy trong trò chơi). Ngay sau đó, một con quỷ đã hiện ra, ăn trọn linh hồn cha mẹ cô bé. Sau đó, con quỷ đã đề nghị tặng Ellen một căn nhà để cảm ơn. Vì ngôi nhà cũ đã bị thiêu rụi hoàn toàn, và Ellen không còn nương tựa vào ai nữa, nên cô đã đồng ý. Con quỷ liền đưa cô bé tới một căn nhà mới trong khu rừng cách đó thật xa, và vụ án về gia đình bị giết hại, đứa con gái 7 tuổi mất tích đã khép lại trong bỏ ngỏ.
Ở ngôi nhà mới, nhờ phép thuật mà Ellen có một cơ thể lành lặn, có đầy đủ mọi thứ, nhưng vì ngôi nhà nằm biệt lập trong khu rừng, nên cô không có bạn bè. Cô lúc nào cũng mong muốn mình có một người bạn. Một hôm, một đứa trẻ đi lạc vào trong rừng đã phát hiện ra ngôi nhà của Ellen và đã gặp được cô. Ellen đã chủ động kết bạn với cậu bé. Cả hai người cứ thế mà trở nên thân thiết với nhau. Vào một ngày, đứa trẻ rủ Ellen ra ngoài chơi, cô có vẻ lưỡng lự nhưng vẫn đồng ý. Ngay khi Ellen bước chân ra khỏi nhà, hình dạng cũ của cô xuất hiện, khiến cho cậu bé hoảng sợ đến mức chỉ biết chạy thật nhanh ra khỏi rừng. Lúc này, con quỷ đã tiết lộ với Ellen rằng:"Do được bảo vệ bởi phép thuật trong ngôi nhà nên cô mới có thể khỏe mạnh. Nhưng nếu bước ra khỏi nhà, cô sẽ quay trở về nguyên trạng ban đầu". Ellen vì quá thất vọng trước tình cảnh éo le của mình, nên cô có ý định muốn tự sát. Lúc đó con quỷ đưa ra một lời đề nghị là bẫy người khác vào ngôi nhà, giết chết họ và cống nạp linh hồn cho nó, khi có đủ phép thuật, nó sẽ dạy Ellen câu thần chú chữa khỏi căn bệnh. Tuy nhiên con quỷ lại không nói rõ ràng việc câu thần chú hoạt động như thế nào.
Cứ như thế, đã nhiều năm trôi qua, Ellen vẫn không hề già đi, và câu chuyện những đứa trẻ đến nhà cô rồi mất tích đã được đồn thổi rộng rãi, đến mức trở thành một “truyền thuyết” được lưu truyền rộng rãi trong nhân gian. Nhiều người lớn đi vào rừng tìm kiếm con cũng chịu hoàn cảnh tương tự những đứa trẻ xấu số kia. Cứ như thế, khu rừng đó gần như không còn ai xuất hiện nữa. Một hiệp sĩ đã quyết định vào rừng tìm hiểu sự thật, vô tình phát hiện ra Ellen, liền lao tới giết cô rồi bước ra khỏi khu rừng và thông báo rằng mình đã giết thành công phù thủy. Đúng lúc đó, con quỷ đã giúp cô sống lại. Sau khi tin đồn hiệp sĩ giết thành công phù thủy lan ra, người dân đã không còn sợ hãi và đã có thể thoải mái đi vào rừng. Tuy nhiên đôi lúc người dân vẫn nhìn thấy sự xuất hiện của phù thủy cùng căn nhà.
Một thời gian sau, con quỷ chúc mừng Ellen vì đã có đủ phép thuật để sử dụng câu thần chú giúp chữa bệnh. Lúc này con quỷ mới nêu rõ cách hoạt động của câu thần chú, đó là hoán đổi thân xác. Một câu thần chú đơn giản, tác động đến 2 đối tượng và chỉ hoạt động dựa trên sự tự nguyện của cả hai bên. Con quỷ nói với Ellen hãy tìm đối tượng để thực thi câu thần chú. Ellen sau đó đã dùng phép Mắt Thần để quan sát mọi thứ từ xa và đã phát hiện ra Viola, một cô bé có hoàn cảnh trái ngược hẳn với mình, có cơ thể khỏe mạnh và sống hạnh phúc dù cho gia đình chỉ có hai người là cô và cha cô, một người thợ săn. Ellen đã làm bạn với Viola, hay nói đúng hơn là Viola đã rất quan tâm tới Ellen và bệnh tình của cô, với bản tính tốt bụng, Viola không khỏi xót thương trước tình cảnh hiểm nghèo của Ellen. Khi mối quan hệ của cả hai đã thân thiết, Ellen đã đề nghị Viola tráo đổi thân xác trong 1 ngày để Ellen được trải nghiệm cuộc sống bên ngoài. Khi Viola biết tình cảnh của Ellen, lại sẵn tâm hồn trong sáng, tốt bụng nên Viola đã đồng ý. Họ hẹn nhau vào ngày hôm sau sẽ tiến hành làm phép, và Viola ra về, mà không hề biết rằng Ellen đã nói dối.
Ở nhà, Viola đã nói chuyện với cha, nhưng không tường tận, sau đó họ đã có một cuộc cãi vã, bởi cha cô đã nghe truyền thuyết về ngôi nhà của phù thủy và không đồng ý. Tuy nhiên có vẻ sau đó ông rốt cuộc cũng đồng ý, không khỏi dặn Viola có đến chơi nhà bạn thì cũng tránh xa ngôi nhà của phù thủy ra, vì ông không biết về Ellen. Và cứ như vậy, Viola lại đến ngôi nhà đó.
Trong khi Viola đi, Ellen đã tự móc mắt, cắt bỏ cả hai chân của chính mình, để như vậy, khi hai người tráo đổi thân xác, Viola sẽ hoàn toàn bất lực, và cái chết sẽ cận kề sớm hơn. Và bùa chú đã có hiệu lực, 2 thân xác đã bị hoán đổi. Xác của Ellen là một cái xác tật nguyền, lại thêm bị móc mắt và cắt chân, Viola đã không thể chịu đựng được mà rên khóc thảm thiết. Ellen đã cho Viola uống một loại thuốc, nói là để giảm đau, nhưng thực chất nó đã khiến Viola không thể nói được nữa, bởi Ellen không muốn nghe tiếng hét của chính mình.
Ellen bỏ ra khỏi nhà, ở trong thân xác Viola, lần đầu tiên Ellen cảm thấy được khỏe mạnh. Và cô cứ thế tính rời đi, bỏ mặc Viola ở trong nhà. Tuy nhiên 1 bụi hoa hồng lớn đã mọc lên ngay giữa đường đi, mà nguyên do là Viola, ở trong thân xác của Ellen đã dùng phép thuật của chính Ellen để chặn lại. Và cách duy nhất để diệt bụi hoa và đi qua là dùng 1 thứ dung dịch (Cute Little Bottle) cất ở tầng cao nhất của ngôi nhà. Và cô đã quyết định bước vào trong nhà, vì cô biết rất rõ về cấu trúc của những cái bẫy trong nhà, cũng như cách mà chúng vận hành. Bao nhiêu cạm bẫy đều được Ellen (Trong thân xác của Viola) vô hiệu hóa hết. Cuối cùng, Ellen đã đến được căn phòng của chính mình, và gặp được Viola (Trong thân xác của Ellen). Viola cố gắng đuổi theo để đòi lại cái xác của mình, nhưng thất bại. Khi Viola gặp được người cha của mình, Viola đã cố gắng nói  "Ghg......gha..h. (Give it back)", "Fh... fha... aa... th... (Father)", "...dh...dha... di (Daddy)" and  "Dhh... gha... thh.....gh...gh......hh... ghp......pp... (Daddy, father, help)" nhưng người cha không thể nghe được, và kết quả là Viola đã bị chính cha mình bắn chết. Từ đó, Ellen (Trong thân xác của Viola) đã có một cuộc sống hạnh phúc với người cha mới của mình.
Nếu như người chơi không di chuyển, không làm gì trong 1 tiếng, Viola (Trong thân xác của Ellen) sẽ chết vì tuyệt vọng trong ngôi nhà (Chìa khóa để tiêu diệt một phù thủy được phép thuật bảo vệ chính là Sự tuyệt vọng, nó sẽ ăn mòn thân xác của phù thủy từng chút một, và cuối cùng là chiếm hữu toàn bộ tâm can và giết chết phù thủy). Và phép thuật sẽ mất tác dụng, bụi hoa hồng sẽ biến mất. Ellen (Trong thân xác của Viola) có thể dễ dàng ra khỏi rừng mà không gặp trở ngại nào (Giải thích cho Bonus Ending).